# Орлангур (Упорядоченное)
Орлангур — сущность божественного плана во вселенной Упорядоченного российского писателя-фантаста Ника Перумова. Наиболее известна его форма воплощения — Золотой Дракон.

## Создание персонажа
Образ Орлангура был навеян стихотворением Николая Гумилёва «Поэма начала». Являясь олицетворением равновесия сил, был введён Перумовым в мир Средиземья с целью разнообразить «чёрно-белый» мир Толкина, сделав его многополярным. В мирах Упорядоченного по могуществу уступает только Творцу.

## Появления в циклах Упорядоченного
Орлангур описывается в качестве Духа Познания, и вместе со своим братом Демогоргоном олицетворяет столп Третьей Силы. Не принадлежит к числу ни тёмных, ни светлых, является нейтральным божеством. Обычно изображён в виде огромного золотого дракона с четырьмя зрачками в каждом глазу.
Впервые появляется в цикле «Кольцо Тьмы», действие которого разворачивается в Арде. Изначально занимает позицию хранителя равновесия, поэтому во время очередного конфликта, противостоит как светлым валарам, так и тёмным — Мелькору и Саурону. Согласно рассказу принца эльфов Форве, Орлангур пришёл в мир Арды извне и поселился рядом с Чёрными гномами, которые вскоре начали почитать его наряду с авари. В романе Адамант Хенны воспротивился воле валар, желавших сохранить могущественный артефакт и, вследствие битвы из-за тяжёлых ран его воплощение в Средиземье было уничтожено.
"Старше вод и светлее солнца,

Золоточешуйный дракон.

И подобной чаши священной

Для вина первозданных сил

Не носило тело вселенной,

И Творец в мечтах не носил."
В цикле «Хроники Хьёрварда» выступает в качестве посредника и посланника Упорядоченного и, несмотря на свою нейтральность, как правило помогал положительным героям. В романе «Гибель богов» объявил Хедина и Ракота Новыми Богами, которых избрало само Упорядоченное.
В цикле «Хранитель мечей» его аватара представлена старым клоуном Кицумом, шпионом Серой Лиги, который вместе с отрядом Клары Хюммель путешествовал по Междумирью в поисках некроманта Фесса. Истинная сущность Кицума остаётся загадочной вплоть до романа «Война Мага: Конец Игры». До того поклонники творчества Перумова на форуме его сайта озвучили более 500 версий происхождения Кицума.
Также Орлангур фигурирует в романе Вадима Проскурина «Хоббит, который слишком много знал» в облике человека с нормальным количеством зрачков.